# Neukirchen/Erzgeb.
Neukirchen/Erzgeb., Neukirchen/Erzgebirge – gmina w Niemczech, w kraju związkowym Saksonia, w okręgu administracyjnym Chemnitz, w powiecie Erzgebirgskreis.